# Bathippus oscitans
Bathippus oscitans là một loài nhện trong họ Salticidae.
Loài này thuộc chi Bathippus. Bathippus oscitans được Tord Tamerlan Teodor Thorell miêu tả năm 1881.